# Ярбуа

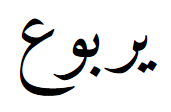
Ярбуа

Ярбу́а (араб. يربوع‎ — «тушканчик») — арабское имя, означает распространённый в пустыне вид грызуна карликовую песчанку (лат. Gerbillus perpallidus). В арабско-русском словаре имя «Ярбуа» не имеет этимологического корня, но по содержанию является близким к арабскому слову «джербоа» (араб. جربوع‎). «Джербоа» является общим названием для всех представителей семейства тушканчиковых, а в переносном смысле может означать «бродяга». Слово «джербоа» происходит от глагола «дж-р-б» — «болеть чесоткой», «искушать». В иврите слово «ярбоа» (ивр. ירבוע‎) тоже означает «тушканчик».
- Ярбуа Абу аль-Джаад — сахаб пророка Мухаммеда.